# Angus Cloud
Conor Angus Cloud Hickey (Oakland, California, 10 de julio de 1998-ibidem, 31 de julio de 2023), fue un actor estadounidense.  Es recordado por haber interpretado al personaje de Fezco, en la serie Euphoria (2019-2022). Tuvo pequeños papeles en películas independientes como North Hollywood (2021), y The Line (2023), y en la cinta de lanzamiento póstumo Freaky Tales.

## Biografía
Conor Angus Cloud Hickey nació el 10 de julio de 1998 en Oakland, California, sin embargo, la mayoría de su familia residía en Irlanda. Cloud era el mayor de sus hermanos; tenía dos hermanas gemelas más jóvenes, llamadas Molly Hickey y Fiona Hickey. Asistió a la Escuela de Diseño de Producción en la Oakland School for the Arts, donde fue compañero de Zendaya, su coprotagonista en Euphoria. Cloud reveló que sufrió un «daño cerebral menor» después de caer en un pozo de construcción en una calle mal iluminada, en el centro de Oakland en 2013. El accidente le dejó una cicatriz en el lado izquierdo de su cabeza.

## Carrera
Mientras trabajaba en el restaurante Woodlands, cercano al Barclays Center en Brooklyn, Nueva York, fue descubierto por la directora de casting de Euphoria, Jennifer Venditti, quien inicialmente pensó que estaba tratando de estafarlo. En la serie, Iinterpretó a Fezco, un traficante de drogas de buen corazón que a menudo brindaba orientación moral a algunos de los personajes principales de la serie. The Wall Street Journal describió al personaje como un «traficante de drogas adorable». Su personaje fue retirado en la segunda temporada. Antes de su papel en Euphoria, Cloud nunca había actuado, solo trabajaba en el departamento de teatro de su escuela secundaria construyendo decorados y trabajando en la iluminación y el sonido.
En 2019, Cloud apareció como él mismo en la serie de televisión The Perfect Woman. Un año después, intervino en el video musical de la canción «All Three» del cantante Noah Cyrus. En 2021, interpretó a Walker en la película de comedia dramática North Hollywood (2021). En 2022, apareció en los videos musicales de dos canciones; «Cigarettes» de Juice Wrld, y Mamiii de Becky G y Karol G. En 2023, apareció en la película The Line, interpretando a Robert DeWitt. Ese mismo año, firmó con United Talent Agency (UTA).
Cloud tuvo papeles en tres películas que no se estrenaron en el momento de su muerte: la película de terror Your Lucky Day, el film de terror Abigail, y la película dramática Freaky Tales. Se confirmó que había completado de grabar Your Lucky Day, y Abigail, antes de que muriera.

## Muerte
El 31 de julio de 2023, 21 días después de su cumpleaños número 25º, una semana después de la muerte de su padre, Cloud falleció a los 25 años de edad en su casa familiar localizada en Oakland, California, donde fue encontrado sin vida en su escritorio por su madre, quien calificó el fallecimiento de su hijo como una sobredosis accidental. una mezcla letal de metanfetamina, fentanilo, cocaína y benzodiacepinas, dijo la Oficina del Forense del Condado de Alameda a NBC News en septiembre de 2023. Su madre dijo que sus últimas palabras antes de morir fueron: «Te amo, mamá».

## Filmografía
| Año  | Título          | Papel         | Notas               | Ref.   |
| ---- | --------------- | ------------- | ------------------- | ------ |
| 2021 | North Hollywood | Walker        |                     | [ 17 ] |
| 2023 | The Line        | Robert DeWitt |                     | [ 20 ] |
| 2023 | Your Lucky Day  | Sterling      |                     | [ 20 ] |
| 2024 | Abigail         | Dean          | Lanzamiento póstumo | [ 27 ] |
| 2024 | Freaky Tales    | Travis        | Lanzamiento póstumo | [ 28 ] |

| Año       | Título            | Papel    | Ref.   |
| --------- | ----------------- | -------- | ------ |
| 2019-2022 | Euphoria          | Fezco    | [ 17 ] |
| 2019      | The Perfect Women | Él mismo | [ 15 ] |

| Año  | Título       | Artista           | Ref.   |
| ---- | ------------ | ----------------- | ------ |
| 2020 | «All Three»  | Noah Cyrus        | [ 16 ] |
| 2022 | «Cigarettes» | Juice WRLD        | [ 18 ] |
| 2022 | «Mamiii»     | Becky G y Karol G | [ 19 ] |